# Мальчик на дереве (Кости)
Мальчик на дереве (англ. A Boy in a Tree) — третий эпизод первого сезона американского телесериала «Кости». Премьера серии в США состоялась 27 сентября 2005 года на канале Fox. Режиссёром эпизода стал Патрик Норрис, сценаристом Харт Хэнсон. Агент Сили Бут и доктор Темперанс Бреннан расследуют смерть подростка в престижной частной школе.

## Сюжет
Бут, Бреннан и Зак отправляются в Ганноверскую частную школу, где был найден разлагающийся труп, повешенный на дерево. Получив тело, они отправляются в Джефферсонский институт в Вашингтоне. Джек Ходжинс определил, что жертва умерла от 10 до 14 дней назад.
Пока Бут пытался получить у директора школы список студентов, Бреннан извлекла из уха жертвы кохлеарный имплантат. Проследив серийный номер на имплантате по базе данных, она установила, что он принадлежал Нестору Оливосу, студенту школы и единственному сыну посла Венесуэлы. Темперанс показалось странным, что подъязычная кость Несторна оказалась сломанной, так как у подростков она гибкая и сломаться была не должна.
Хотя директор школы и глава службы безопасности были уверены в самоубийстве Оливоса, мать Нестора, посол Венесуэлы, не верила в суицид и настоятельно просила доктора Бреннан найти истину. Главной тайной стал вопрос, убил Нестор себя или был убит.
Основываясь на куколках Табинида, Ходжинс определил, что перед смертью Нестор принял большую дозу кетамина, являющегося диссоциативным анестетиком. Тем не менее, команда не уверена, что парень принял наркотик непреднамеренно, но Бреннан поняла роль кетамина в сценарии смерти Нестора. Из-за удушья у Нестора случилась бы рвота, но кетамину, смешанному с желудочным соком (состоящий из соляной кислоты), преградила путь верёвка, затянутая на шее, и эта смесь в итоге ослабила подъязычную кость. А вес тела сломал кость.
В дополнение к данным судебной экспертизы Бреннан и Бут находят в комнате погибшего DVD с записями сексуального характера. Одноклассники Нестора, Такер Пэттисон и Камден Дестри, спрятали камеру напротив его кровати. После Такер использовал запись, чтобы шантажировать мать Камден, а Камден решила так же шантажировать Нестора. Когда Такер и Камден узнали, что Нестор собирается обо всём рассказать директору, они накачали его наркотиками и повесили на дерево, чтобы симулировать самоубийство. В конце концов Бут и Бреннан доказали, что жертву убили.

## Музыка
В эпизоде использованы следующие треки:
- Miles from Montery — West Indian Girl
- Sunshine everywhere — Deep Audio
- City Streets — Positive Flow
- The Alternative to Love — Брендан Бенсон

## Производство
«Мальчик на дереве» был снят ещё до эпизода «Человек во внедорожнике», вышедшего в эфир в качестве второй серии. История эпизода была задумана так, чтобы показать различия между характерами Темперанс Бреннан и Сили Бутом. Харт Хэнсон, сценарист эпизода, описывает Бреннан как «продукт первоклассных частных школ», в то время как Бута — «продуктом государственных школ и грязного образования американской армии».

## Рейтинг
Третью серию телесериала в США посмотрело 7,57 миллиона зрителей. После результатов показа трёх эпизодов Fox установил, что наибольшее количество зрителей было во время демонстрации телесериала в 8 часов вечера.